# Lee Wallace (Fußballspieler)
Lee Wallace (* 1. August 1987 in Edinburgh) ist ein ehemaliger schottischer Fußballspieler. Der Abwehrspieler spielte auf der linken Seite, war aber auch oft im linken Mittelfeld zu finden. Zuletzt stand er von 2019 bis 2022 beim englischen Zweitligisten Queens Park Rangers unter Vertrag.

## Karriere
Wallace wechselte im Juli 2004 von der Jugendmannschaft der Hearts ins Profiteam. In der folgenden Saison 2004/05 absolvierte er sein Debüt im Spiel gegen den FC Kilmarnock im Scottish FA Cup. Er wurde gleich in seiner ersten Saison zu einem festen Bestandteil der ersten Mannschaft, nachdem er Takis Fyssas verdrängen konnte.
Im Sommer 2006 kamen Gerüchte auf, Wallace würde zu Dundee United wechseln. Der Wechsel kam nicht zustande und Wallace wurde immer mehr zum Stammspieler. Am 1. Mai 2009 verlängerte er seinen Vertrag bis 2012. Zwischenzeitlich war er Vizekapitän der Mannschaft, nachdem Michael Stewart den Verein verlassen hatte.
In einem Qualifikationsspiel für die Fußball-Europameisterschaft 2012 gegen Liechtenstein wurde er sehr schwer am Knie verletzt. Die ersten Untersuchungen zeigten, dass er die komplette SPL Saison 2010/2011 pausieren müssen würde.
Im Sommer 2011 unterschrieb Wallace einen Vertrag über 5 Jahre bei den Glasgow Rangers.
Am 14. Juni 2019 wechselte Wallace nach acht Jahren in Glasgow zum englischen Zweitligisten Queens Park Rangers. Nach drei Jahren, in denen er 59 Ligaspiele und vier Ligapokal-Spiele mit jeweils einem Tor bestritt, entschied der Verein im Mai 2022, seinen im Sommer auslaufenden Vertrag nicht zu verlängern.
Nachdem er bis Ende September 2022 keinen neuen Verein gefunden hatte, entschied Wallace, seine Karriere zu beenden.

## Nationalmannschaft
Wallace war Teil der schottischen Jugendauswahlen U-19 bis U-21. Bei U-19-Fußball-Europameisterschaft 2006 spielte er mit der schottischen Elf im Finale, wo sie gegen Spanien verloren. Er wurde bei jedem Spiel des Turnieres eingesetzt.
Sein erstes Länderspiel für die schottische Fußballnationalmannschaft bestritt er im Oktober 2009 gegen Japan in Yokohama.

## Privat
Im August 2006 wurde Wallace wegen eines Feuerwaffendeliktes angeklagt. Drei Monate später gab er zu, im Besitz eines Luftgewehrs zu sein, und wurde zu einer Strafe von £1,500 verurteilt. Im Mai 2009 wurde er wegen Hausfriedensbruch in einem Nachtclub in Edinburgh verhaftet. Er hatte angeblich damit gedroht, den Türsteher zu erschießen. Allerdings wurde dieser Vorwurf später fallen gelassen und Wallace wurde zu einer Geldstrafe von £1100 wegen Beleidigungen gegenüber den Wachleuten verurteilt.